# Nicrophorus vespilloides
Ne doit pas être confondu avec Nicrophorus vespillo.
Espèce
Nicrophorus vespilloides  est un insecte coléoptère de la famille des Silphidae long d'une quinzaine de millimètres, noir et orange principalement trouvé dans les forêts européennes et les tourbières nord-américaines. Il fait partie des nécrophores. 

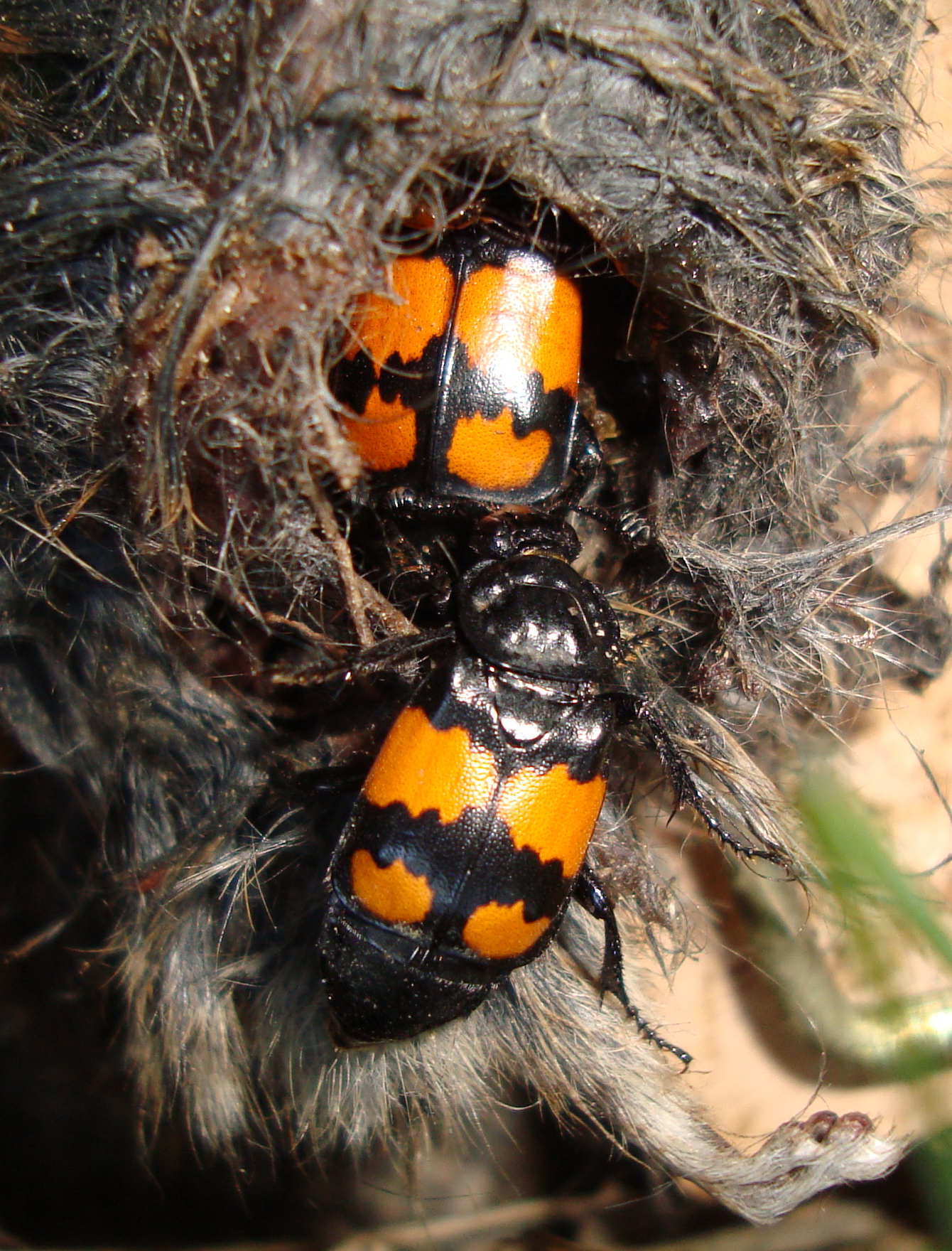
Nicrophorus vespilloides, ici sur un cadavre de petit rongeur

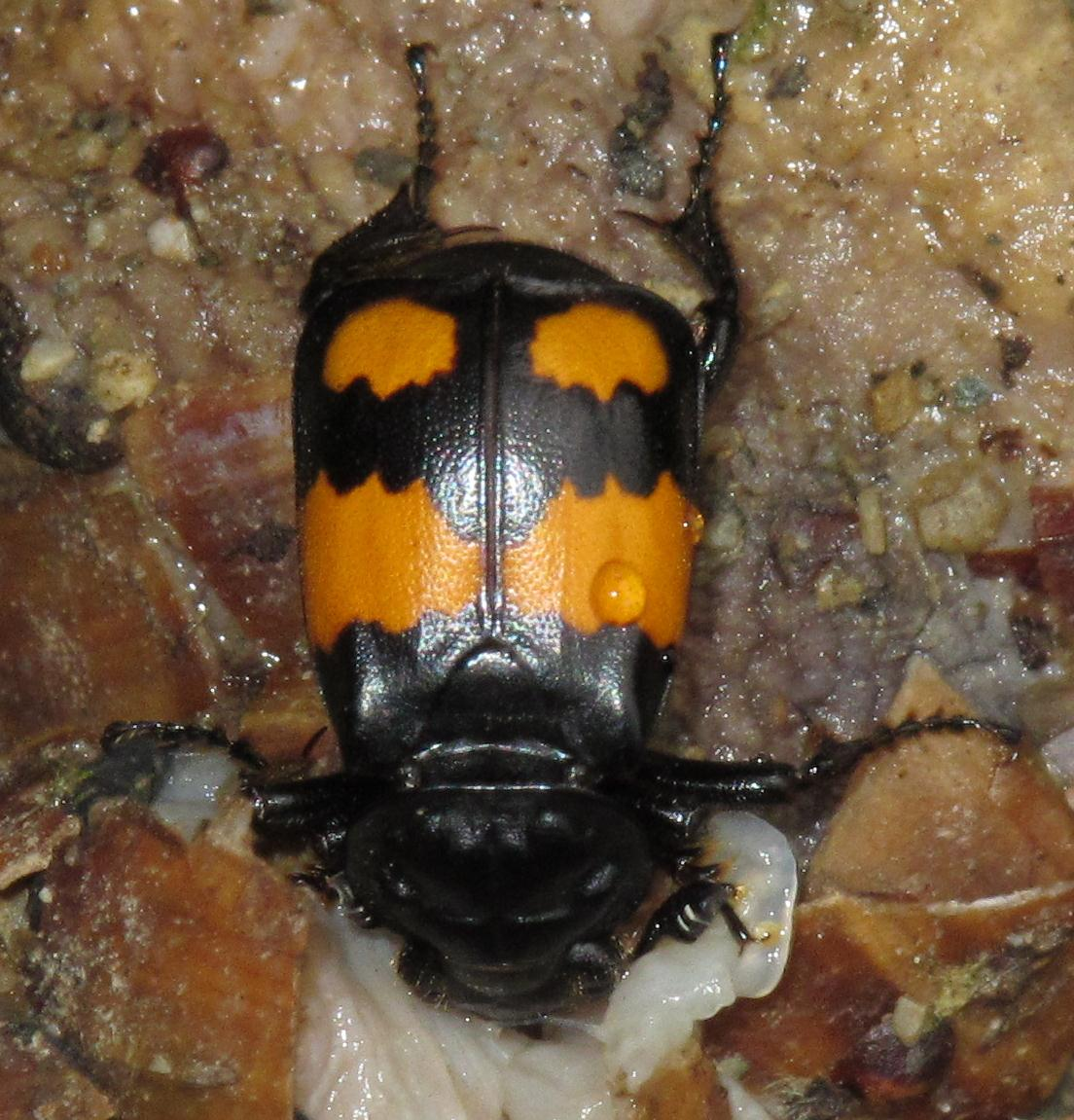
N. vespilloides (photographié dans une forêt en Autriche)

C'est une espèce discrète, mais qui joue un rôle majeur dans l'écosystème, car comme les espèces voisines de nécrophores, il assainit l'environnement en y éliminant les cadavres de petits animaux (oiseaux, petits mammifères), qu'il soit à l'état adulte ou à l'état larvaire. 
C'est une des rares espèces de coléoptères qui s'occupent de leur progéniture. 

## Reproduction
La femelle dispose ses œufs sous terre près de cadavres d'animaux que les adultes ont enterrés après les avoir débarrassé de leur plumage ou pelage. 
Les adultes enterrent ces cadavres en creusant le sol sous eux puis en disposant la terre ainsi déplacée sur le cadavre. 
Dans ce nid souterrain les parents consomment les viscères du cadavre et font des « boulettes de viande » recouvertes d'une gelée aux propriétés antimicrobiennes, qui semblent pouvoir ralentir la décomposition de la chair. Une fois sorties de l'œuf, les larves se nourrissent sur les boulettes de chair ainsi préparées. Ainsi les larves ne sont pas colonisées par n'importe quelles bactéries, mais plutôt par le microbiome intestinal de leurs parents, et notamment par les bactéries Providencia rettgeri et Morganella morganii qui colonisent plus facilement leur tube digestif en repoussant d'autres espèces non endogènes et éventuellement pathogènes (telles que S. marcescens et Escherichia coli ou  Serratia sp..
Durant cette période les parents se nourrissent sur place et protègent le nid en cas d'arrivée d'autres coléoptères.
Des biologistes de l'Université de Cambridge (Royaume-Uni) ont montré en 2017 (dans la revue Journal of Animal Ecology) que la femelle prépare une gelée à base de matière morte et de bactéries pour sélectionner le nombre et les types de microbes auxquels ses jeunes seront exposés quand ils mangeront la chair des cadavres ainsi enterrés (petits rongeurs ou oiseaux en général). Des expériences et des analyses transcriptomiques ont permis d'identifier les substances antibiotiques produites par les nécrophages adultes et ont montré que leur expression est modulée. Les adultes jardinent en quelque sorte une communauté bactérienne avec le cadavre comme substrat, en sélectionnant des microbes utiles au bon développement de leur progéniture.

Les larves exposées à ce mélange préparé par les parents à partir du contenu de l'intestin du cadavre sont plus grandes et en meilleure santé. 
C'est l'un des premiers cas observés de contrôle par un coléoptère du microbiome local et du microbiote intestinal de la descendance. 
Selon le type de sol et de cadavre, l'humidité du milieu, etc., le contexte change, mais les parents préparent toujours un milieu optimisé pour leur future progéniture en augmentant la charge bactérienne qui se développe sur la carcasse enterrée, et en modifiant les espèces qui forment cette communauté bactérienne.